# Leptataspis scabrida
Leptataspis scabrida är en insektsart som beskrevs av Schmidt 1910. Leptataspis scabrida ingår i släktet Leptataspis och familjen spottstritar. Inga underarter finns listade i Catalogue of Life.